# Valdefuentes del Páramo
Valdefuentes del Páramo è un comune spagnolo di 315 abitanti situato nella comunità autonoma di Castiglia e León.